# Niklas Märkl
Niklas Märkl (* 3. März 1999 in Queidersbach) ist ein deutscher Radrennfahrer.

## Sportliche Laufbahn
Als Juniorenfahrer gewann Märkl bei den UCI-Straßen-Weltmeisterschaften 2016 im Straßenrennen die Silbermedaille. Im Jahr 2017 wurde er Deutscher Juniorenmeister im Cyclocross. Bei den UCI-Straßen-Weltmeisterschaften 2017 wurde er Vierter im Straßenrennen.
Im Erwachsenenbereich erhielt Märkl ab dem Jahr 2018 einen Vertrag Development Team Sunweb, einem UCI Continental Team. Für diese Mannschaft gewann er 2018 das U23-Eintagesrennen Youngster Coast Challenge und den Prolog des Elite-Etappenrennens Istrian Spring Trophy.
Im August 2020 erhielt Märkl einen Vertrag beim UCI WorldTeam DSM ab der Saison 2021. Für diese Mannschaft belegte er beim Münsterland Giro 2021 den fünften Platz. Er bestritt mit dem Giro d’Italia 2023 seine erste Grand Tour, die er als 104. der Gesamtwertung beendete.

## Erfolge
2015
- Deutsche Meisterschaften – Mannschaftszeitfahren (Jugend)

2016
- Weltmeisterschaft - Straße (Junioren)

2017
- Deutscher Meister - Cyclocross (Junioren)
- Trofeo Emilio Paganessi
- Trofeo comune di Vertova Memorial Pietro Merelli
- Junioren-Europameisterschaft - Straßenrennen

2019
- Youngster Coast Challenge
- Prolog Istrian Spring Trophy

## Wichtige Platzierungen
| Grand Tour            | 2022 | 2023 | 2024 | 2025 |
| --------------------- | ---- | ---- | ---- | ---- |
| Giro d’ItaliaGiro     | –    | 104  | –    | 156  |
| Tour de FranceTour    | –    | –    | –    | 112  |
| Vuelta a EspañaVuelta | –    | –    | –    |      |

| Monument                 | 2022 | 2023 | 2024 | 2025 |
| ------------------------ | ---- | ---- | ---- | ---- |
| Mailand–Sanremo          | –    | –    | –    | –    |
| Flandern-Rundfahrt       | 85   | –    | DNF  | –    |
| Paris–Roubaix            | –    | –    | DNF  | DNF  |
| Lüttich–Bastogne–Lüttich | –    | –    | –    | –    |
| Lombardei-Rundfahrt      | –    | –    | –    |      |